# Nychiodes hispanica
Nychiodes hispanica là một loài bướm đêm trong họ Geometridae.